# Eleições estaduais no Pará em 1978
As eleições estaduais no Pará em 1978 ocorreram em duas etapas conforme exigia o Pacote de Abril: em 1º de setembro a ARENA sagrou o governador Alacid Nunes, o vice-governador Gerson Peres e o senador Gabriel Hermes mediante eleição indireta. A fase seguinte foi em 15 de novembro a exemplo dos outros estados brasileiros e nela o partido governista elegeu o senador Aloysio Chaves e obteve a maioria das vagas dentre os 10 deputados federais e 30 estaduais que foram eleitos.
Natural de Belém, Alacid Nunes morou no Rio de Janeiro onde frequentou a Escola Militar do Realengo, a Academia Militar das Agulhas Negras, a Escola de Educação Física do Exército, a Escola de Aperfeiçoamento de Oficiais e ocupou um cargo na Diretoria-Geral de Material Bélico do Exército. Sua atuação política começou como ajudante de ordens do General Cordeiro de Farias e a seguir comandante da Zona Militar Norte em Recife até que o presidente Jânio Quadros o fez governador interino do Amapá. De volta a Belém graduou-se em Economia na Universidade Federal do Pará, presidiu a Comissão de Abastecimento Regional do Pará e o Círculo Militar. Durante o Governo João Goulart foi chefe da 28ª Circunscrição de Recrutamento e delegado do Comando Militar da Amazônia. Por ocasião do 31 de março de 1964 comandava a 8ª Região Militar e nessa condição chefiou uma miríade de Inquéritos Policiais Militares para investigar os adversários do Regime Militar de 1964 que o fez prefeito de Belém e em 1965 foi eleito governador do Pará pela UDN com o apoio de Jarbas Passarinho, a quem seguiu no ingresso na ARENA após o bipartidarismo.
Após deixar o governo dirigiu uma fábrica de cimento em Capanema e em 1974 foi eleito deputado federal e quando de sua nova indicação ao governo a convivência com Jarbas Passarinho levou-os ao rompimento e enquanto este assumiu o controle do PDS seu rival contribuiria com a vitória de Jader Barbalho em 1982 contra o empresário Oziel Carneiro. Tais choques permitiram ao PMDB um ciclo de três vitórias consecutivas ao Palácio Lauro Sodré.
Sobre o Senado Federal foram eleitos dois advogados formados à Universidade Federal do Pará: Gabriel Hermes e Aloysio Chaves. O primeiro nasceu em Castanhal, é também industrial e jornalista, comandou a Federação das Indústrias do Estado do Pará e militou no PTB, UDN e na ARENA sendo eleito deputado federal em 1954, 1958, 1962, 1966, 1970 e 1974.
Quanto a Aloysio Chaves ele é natural de Viseu, foi contabilista, juiz trabalhista, presidiu o Tribunal Regional do Trabalho da 8ª Região e chefiou a Casa Civil no governo Gama Malcher. Como professor foi presidente do Conselho Estadual de Educação, reitor da Universidade Federal do Pará e governador do Pará até renunciar para concorrer a uma cadeira de senador passando o poder a Clóvis Rego.

## Resultado da eleição para governador
O Colégio Eleitoral do Pará era dominado pela ARENA e dentre os delegados presentes houve unanimidade quanto ao resultado.
| Candidatos a governador do estado | Candidatos a vice-governador | Número | Coligação             | Votação | Percentual |
| --------------------------------- | ---------------------------- | ------ | --------------------- | ------- | ---------- |
| Alacid Nunes ARENA                | Gerson Peres ARENA           | -      | ARENA (sem coligação) | 168     | 100%       |
| Fontes:                           |                              |        |                       |         |            |

## Resultado da eleição para senador

### Mandato biônico de oito anos
A eleição para senador biônico permitiu a vitória de Gabriel Hermes que exercia o sexto mandato consecutivo de deputado federal apesar de um voto contrário dado por um delegado da ARENA.
| Candidatos a senador da República | Candidatos a suplente de senador           | Número | Coligação             | Votação | Percentual |
| --------------------------------- | ------------------------------------------ | ------ | --------------------- | ------- | ---------- |
| Gabriel Hermes ARENA              | Otávio Avertano ARENA Raimundo Cunha ARENA | -      | ARENA (sem coligação) | 167     | 99,40%     |
| Fontes:                           |                                            |        |                       |         |            |

### Mandato direto de oito anos
Conforme o Tribunal Regional Eleitoral do Pará, que apurou 594.639 votos nominais (75,01%), 124.375 votos em branco (15,69%) e 73.744 (9,30%) votos nulos, resultando no comparecimento de 792.758 eleitores.
| Candidatos a senador da República | Candidatos a suplente de senador        | Número | Coligação             | Votação | Percentual |
| --------------------------------- | --------------------------------------- | ------ | --------------------- | ------- | ---------- |
| Aloysio Chaves ARENA              | Cláudio de Mendonça Dias ARENA -        | -      | ARENA (em sublegenda) | 293.837 | 49,41%     |
| Júlio Viveiros MDB                | Mário Nazareno Machado Sampaio MDB -    | -      | MDB (em sublegenda)   | 152.693 | 25,68%     |
| Moura Palha MDB                   | Burlamaqui de Miranda MDB -             | -      | MDB (em sublegenda)   | 109.685 | 18,45%     |
| Sílvio Meira ARENA                | Américo Ramos Lobão da Silveira ARENA - | -      | ARENA (em sublegenda) | 38.424  | 6,46%      |
| Fontes:                           |                                         |        |                       |         |            |

## Deputados federais eleitos
São relacionados os candidatos eleitos com informações complementares da Câmara dos Deputados.

Representação eleita
  ARENA: 6
  MDB: 4

Fonteː
| Deputados federais eleitos | Partido | Votação | Percentual | Cidade onde nasceu | Unidade federativa |
| Jader Barbalho             | MDB     | 78.730  |            | Belém              | Pará               |
| Osvaldo Melo               | ARENA   | 54.087  |            | Belém              | Pará               |
| Lúcia Viveiros             | MDB     | 48.826  |            | Belém              | Pará               |
| Sebastião Andrade          | ARENA   | 30.532  |            | Belém              | Pará               |
| Antônio Amaral             | ARENA   | 28.017  |            | Belém              | Pará               |
| Manuel Ribeiro             | ARENA   | 27.144  |            | Belém              | Pará               |
| Brabo de Carvalho          | ARENA   | 26.260  |            | Muaná              | Pará               |
| Jorge Arbage               | ARENA   | 23.204  |            | Belém              | Pará               |
| João Menezes               | MDB     | 17.774  |            | Belém              | Pará               |
| Nélio Lobato               | MDB     | 17.323  |            | Belém              | Pará               |
| Fontes:                    |         |         |            |                    |                    |

## Deputados estaduais eleitos
Na disputa pelas 30 vagas da Assembleia Legislativa do Pará a ARENA conquistou 19 vagas contra 11 do MDB.

Representação eleita
  ARENA: 19
  MDB: 11

Fonteː
| Deputados estaduais eleitos      | Partido | Votação | Percentual | Cidade onde nasceu  | Unidade federativa |
| Maria de Nazaré Barbosa de Souza | ARENA   | 18.991  | 3,19%      | Altamira            | Pará               |
| Domingos Juvenil                 | ARENA   | 14.665  | 2,46%      | Vigia               | Pará               |
| Nilton dos Santos Peres          | ARENA   | 14.262  | 2,39%      | Cametá              | Pará               |
| Laércio Franco                   | ARENA   | 12.356  | 2,07%      | Quatipuru           | Pará               |
| Ronaldo Passarinho               | ARENA   | 11.042  | 1,85%      | Belém               | Pará               |
| Américo Brasil                   | ARENA   | 10.740  | 1,80%      | Belém               | Pará               |
| Ronaldo Campos                   | MDB     | 10.586  | 1,78%      | Santarém            | Pará               |
| Flávio Cezar Franco              | ARENA   | 9.858   | 1,65%      | Belém               | Pará               |
| Antônio Alves Teixeira           | ARENA   | 9.828   | 1,65%      | Castanhal           | Pará               |
| Lauro de Belém Sabbá             | ARENA   | 9.799   | 1,64%      | Ponta de Pedras     | Pará               |
| Jaime Nascimento                 | ARENA   | 9.797   | 1,64%      | Colares             | Pará               |
| Mariuadir José Miranda Santos    | ARENA   | 9.752   | 1,63%      | Piçarra             | Pará               |
| Nilson Célio Guedes Sampaio      | ARENA   | 9.710   | 1,63%      | Castanhal           | Pará               |
| Zeno Veloso                      | ARENA   | 9.603   | 1,61%      | Belém               | Pará               |
| Nicolau João Brito Saraty        | ARENA   | 8.857   | 1,48%      | Colares             | Pará               |
| Everaldo de Souza Martins        | ARENA   | 8.660   | 1,45%      | Trairão             | Pará               |
| Aziz Mutran Neto                 | ARENA   | 8.571   | 1,44%      | Marabá              | Pará               |
| Paulo Martins Ramalho            | ARENA   | 8.508   | 1,43%      | Santa Cruz do Arari | Pará               |
| Lucival Barbalho                 | MDB     | 8.472   | 1,42%      | Belém               | Pará               |
| Álvaro de Oliveira Freitas       | MDB     | 8.325   | 1,40%      | Uruará              | Pará               |
| José Guilherme Silva Ribeiro     | MDB     | 8.319   | 1,39%      | Capanema            | Pará               |
| Plínio Pinheiro Neto             | ARENA   | 7.471   | 1,25%      | Marabá              | Pará               |
| Fernando José Bahia              | ARENA   | 7.394   | 1,24%      | Acará               | Pará               |
| Nicias Ribeiro                   | MDB     | 7.142   | 1,20%      | Belém               | Pará               |
| Vicente Queiroz                  | MDB     | 7.100   | 1,19%      | Mocajuba            | Pará               |
| Terezinha da Silva Sussuarana    | MDB     | 7.024   | 1,18%      | Santarém            | Pará               |
| Nilçon Barroso Pinheiro          | MDB     | 7.022   | 1,18%      | Alenquer            | Pará               |
| Mário Chermont                   | MDB     | 6.329   | 1,06%      | Rio de Janeiro      | Rio de Janeiro     |
| Maximino Porpino Filho           | MDB     | 6.298   | 1,05%      | Castanhal           | Pará               |
| Ademir Andrade                   | MDB     | 6.079   | 1,02%      | Milagres            | Bahia              |
| Fontes:                          |         |         |            |                     |                    |